# サラ・メイヤー
サラ・ウィニフレッド・ベネディクト・メイヤー（Sarah Winifred Benedict Mayer、1896年10月16日 - 1957年3月19日）は、イギリスの女優、柔道家である。日本人以外の女性として初めての柔道の有段者となった。

## 生涯
メイヤーは1896年10月16日、ロンドンのバッターシー・パークの近くでサラ・ウィニフレッド・ベネディクト・タッピング(Sarah Winifred Benedict Tapping)として生まれた。父のアルフレッド・ベネディクト・タッピングは俳優で、母のアリス・アメリア・フィッシュウィックは女優だった。3人兄弟の長子だった。
メイヤーは1906年に両親のプロダクションに加わって演技を始め、1914年にはウェスト・エンド・シアターでハーレー・グランヴィル＝バーカー主演の『夏の夜の夢』に出演した。その後すぐに王立演劇学校に入学した。1920年代に武道会で小泉軍治から柔道を習った。
1919年1月29日に材木商のシルズ・キース・ギボンズと結婚したが離婚し、1924年7月17日に弁護士で予備陸軍砲兵大尉のロバート・ジョン（ロビン）・メイヤーと結婚した。
この頃、ロンドン武道会に入門、約一週間後、襲ってきたひったくり犯を大外刈りで倒した。1931年8月、外遊中の八田一朗の指導を受けた。夫と共に、1934年にインド、中国、チベットを通って日本へ旅行した。日本では八田一朗方に身を寄せ、佐藤金之助、三船久蔵にも指導を受けた。帰国前の1935年2月23日、日本人以外の女性として初めて初段を授与された。
同年4月1日、鉄道省構内の道場で、内田信也と試合を行った。一勝二敗、審判は三船久蔵。
4月、柔道は、近い将来、オリンピック種目にも加え得るものとして、外国人による初の近代柔道紹介の著述に着手、同月上旬の帰国後はロンドンで道場を開く予定であったとされる。得意技は、横捨身、腰投げ、肩固め。
帰国後間もなく離婚した。第二次世界大戦後、イギリス空軍将校のワーウィック・パーカー・オヴィントンと出会い、1951年からは彼の姓を名乗り、スタッフォードシャーのバートン＝アンダー＝ニードウッドで一緒に住むようになった。メイヤーは1957年3月19日にアルコール依存症で亡くなった。